# United States Census Bureau

Het logo van het Census Bureau.

De statistische regio's en subregio's van de VS volgens het USCB.

Het United States Census Bureau (officieel Bureau of the Census) is het bureau dat de volkstelling in de Verenigde Staten bijhoudt en is een agentschap van het Ministerie van Economische Zaken.
De bevolking wordt één keer per 10 jaar geteld en de verdeling van zetels in het Huis van Afgevaardigden is hier ook een afspiegeling van. Er wordt ook onderzoek gedaan naar andere aspecten van de bevolking (leeftijd, inkomen), economie en geografie. Het Census Bureau wordt geleid door een directeur, bijgestaan door een adjunct-directeur. Het hoofdkwartier van het United States Census Bureau zit in Washington D.C.

## Regio's
Het United States Census Bureau is opgedeeld in 4 regio's en 12 subregio's:
- Northeastern United States
  - New England
  - Middle Atlantic
- Midwestern United States
  - East North Central States
  - West North Central States
- Western United States
  - Pacific States
  - Mountain States
- Southern United States
  - West South Central States
  - East South Central States
  - South Atlantic States

Voor 2013 waren er twaalf regionale kantoren. Op 1 januari 2013 werd dat aantal teruggebracht tot zes: New York, Philadelphia, Chicago, Atlanta, Denver en Los Angeles.